# Dacia Jogger
La  Dacia Jogger  è una monovolume di fascia media prodotta dalla casa automobilistica rumena Dacia a partire dal 2021.

## Contesto
La Jogger è monovolume dalla carrozzeria rialzata in stile Crossover, che sostituisce nel listino Dacia le precedenti Lodgy e Logan MCV e disponibile sia in versione cinque sia sette posti. Dopo la diffusione a fine agosto di alcune immagini e specifiche tecniche, la presentazione ufficiale al pubblico ha avuto luogo al Salone di Monaco di Baviera a inizio settembre 2021. Le vendite sono iniziate pochi mesi più tardi nel marzo 2022.

## Panoramica e descrizione

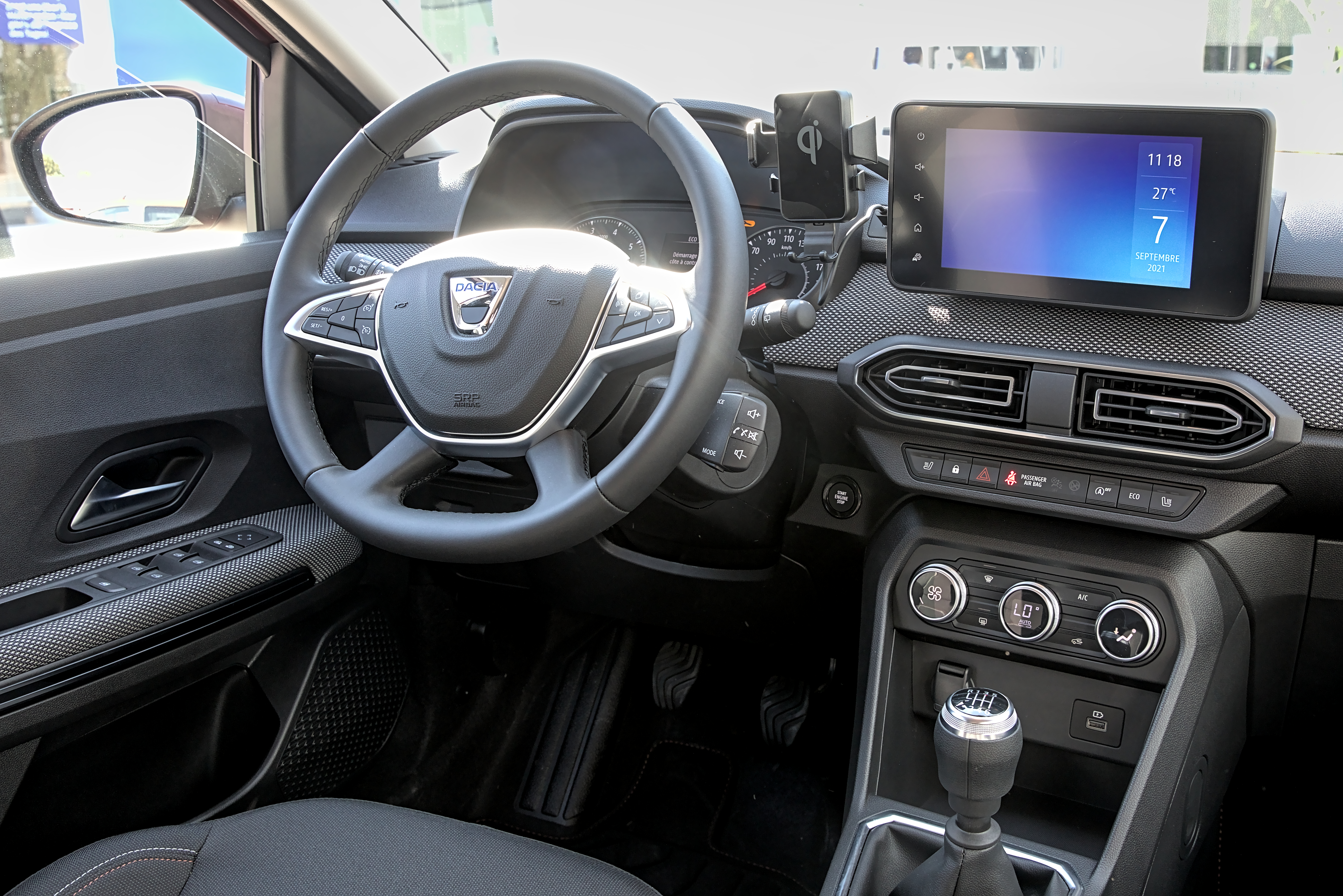
Interni

L'auto è basata sulla piattaforma CMF-B, su cui vengono realizzate anche la Renault Clio V e la Dacia Sandero III. La vettura dispone di serie di 5 posti disposti su due file di sedili, ma è anche disponibile una terza fila di sedili come optional. Nella versione 5 posti con le sedute abbassate, il vano di carico ha una capacità di 1819 litri, mentre sono 506 litri nella versione 7 posti con la terza fila ripiegata.
Gli interni e il cruscotto sono ripresi dalla coeva Sandero, ma la plancia e la console centrale sono diverse e si caratterizza per la presenza del display del sistema informatico posto a sbalzo, con sotto le bocchette dell'aria e i comandi dell'aria condizionata.
Le motorizzazioni disponibili sono un motore turbo a benzina a tre cilindri con una potenza di 67 kW/ 91 CV o 81 kW/110 CV e 200 Nm di coppia, ed un motore a GPL da 74 kW/100 CV e 170 Nm di coppia. In quest'ultima propulsione, la combinazione del serbatoio della benzina da 50 litri e il serbatoio del gas da 40 litri, l'autonomia totale è di oltre 1000 chilometri. Entrambi i motori sono coadiuvati da un cambio manuale a sei marce che trasferisce la potenza alle sole ruote anteriori, con la trasmissione automatica a variazione continua che è disponibile in opzione.